# Wu Zhengyi
Dans ce nom, le nom de famille, Wu, précède le nom personnel.
Wu Zhengyi (chinois : 吴征镒, également translittéré en Wu Cheng-yih, Wu Zheng Yi et Cheng Yih Wu), né le 13 juin 1916 à Jiujiang (Jiangxi) et mort le 20 juin 2013 à Kunming (Yunnan), est un botaniste chinois, spécialiste de géographie botanique et de botanique médicale. Il est membre de l'Académie chinoise des sciences.

## Biographie
Wu naît le 13 juin 1916 à Jiujiang, dans la province du Jiangxi et grandit à Yangzhou, dans la province du Jiangsu. Il ressort diplômé de l'université Tsinghua en 1937. De 1940 à 1942, il poursuit ses études à l'université de Pékin sous la supervision de Zhang Jingyue, alors président de la faculté de biologie.
Wu devient chercheur à l'Institut botanique de l'Académie chinoise des sciences. En 1958, il est nommé directeur de l'Institut botanique de l'Académie à Kunming.
Il reçoit le prix international Cosmos en 1999. Le 8 janvier 2008, il se voit décerner prix suprême national de science et de technologie (en), la plus grande récompense du monde scientifique en Chine.
Il meurt à Kunming le 20 juin 2013.